# Chwalis
Chwalis war eine Stadt in der Nähe der Wolgamündung. Die Siedlung war zwischen dem 7. und 10. Jahrhundert eine Stadt des chasarischen Khaganats. Sie stand damit in Nachbarschaft zur chasarischen Hauptstadt Atil.

## Geschichte
Es ist wenig zur Geschichte Chwalis bekannt. Als sicher gilt jedoch, dass die Stadt von den Choresmiern geprägt wurde. Flüchtlinge aus dem Gebiet Choresm waren im 9. und 10. Jahrhundert in großer Zahl präsent. Es ist wahrscheinlich, dass auch viele Flüchtlinge jüdischen Glaubens in diese Region kamen, welche von der religiösen Toleranz im Chasarenreich gehört hatten. Die Bevölkerung von Chwalis dürfte allerdings in Teilen bereits im 8. Jahrhundert zum Christentum konvertiert sein, da in einem byzantinischen Verzeichnis des Patriarchen von Konstantinopel im 8. Jhd. schon die Rede vom Bistum Chwalis ist.

## Sonstiges
Die heutige Stadt am Unterlauf der Wolga mit dem Namen Chwalynsk könnte in Verbindung mit Chwalis gestanden haben. Das Kaspische Meer, welches im Chasarenreich auch „chasarisches Meer“ genannt wurde, kommt in der Nestorchronik auch unter dem Namen „Morje Chwalinskoje“ vor.